# Дискографија Виз Калифе
Амерички репер Виз Калифа издао је шест студијских албума, један компилацијски албум, један саундтрек албум, два еп-а, шездесет и девет синглова, петнаест промотивних синглова, шеснаест микстејпова и седамдесет и девет музичких спотова. Након потписивања за Rostrum Records привукао је пажњу јавности на националном нивоу, након објављивања свого првог микстејпа Prince of the City: Welcome to Pistolvania. Први студијских албум Show and Prove из 2006. године добио је велики број позитивних критика, а након тога прешао је у продукцијску кућу Warner Bros. Records. Након тога, репер је издао синглова Youngin' on His Grind и Say Yeah, који се нашао на Billboard музичкој листи. Други студијски албум Deal or No Deal објавио је 2009. године за Rostrum Records.
У априлу 2010. године, Калифа је објавио микстејп Kush & Orange Juice који је био високо рангиран на гугловој листи Hot Search Trends. Репер је након тога потписао уговор са Atlantic Records, а након тога објавио сингл Black and Yellow, који је постига значајан комерцијални успех у Сједињеним Државама, а био је први на америчкој листи US Billboard Hot 100 и у првих десет најбољих синглова на канадским и британским музичким листама. Песма је касније добила признање од Америчког удружења дискографских кућа због преко 6.000.000 дигиталних преузимања песме. Песма Black and Yellow појавила се на његовом трећем студијском албуму Rolling Papers, који је изашао 29. марта 2011. године. Албум се нашао на другом месту америчке листе Billboard 200 и награђен од Америчког удружења дискографиских кућа. На листама широм Сједињених Држава нашла су се још три сингла са албума On My Level, Roll Up и Too Short.
Године 2011. Калифа је забележио велики број сарадњи са музичарима као што су Снуп Дог, T-Pain, Лили Ален и многим другима.
Године 2012. репер је објавио четврти студијски албум под називом O.N.I.F.C, а пре његовог објављивања, на интернету су се нашли синглови Work Hard, Play Hard и Remember You. Сви синглови нашли су се на врховима музичких листа широм Сједињених Држава, али и песма, Let It Go који је Калифа урадио у сарадњи са Ејконом. Албум O.N.I.F.C нашао се на другом месту листе Billboard 200 и на листама Top R&B/Hip-Hop Albums и Top Rap Albums.
Албум Blacc Hollywood издат је 19. августа 2014. године и на њему се нашао сингл We Dem Boyz, који је доспео на 43. место Billboard Hot 100 листе. Шести студијски албум под називом Rolling Papers 2 изашао је 13. јула 2018. године.

## Албуми

### Студијски албуми
| Назив            | Детаљи албума | Позиција | Позиција | Позиција | Позиција | Позиција | Позиција | Позиција | Позиција | Позиција | Позиција | Сертификати                                                    |
| Назив            | Детаљи албума | САД      | САД R&B  | САД Rap  | АУС      | КАН      | ФРА      | НЕМ      | ХОЛ      | ШВЕ      | УК       | Сертификати                                                    |
| ---------------- | --- | -------- | -------- | -------- | -------- | -------- | -------- | -------- | -------- | -------- | -------- | -------------------------------------------------------------- |
| Show and Prove   | - Датум објављивања: 5. септембар 2006. (САД) - Издавачка кућа: Rostrum Records - Формат: ЦД, винил, дигитално преузимање       | —        | —        | —        | —        | —        | —        | —        | —        | —        | —        |                                                                |
| Deal or No Deal  | - Датум објављивања: 24. новембар 2009. (САД) - Издавачка кућа: Rostrum - Формат: ЦД, винил, дигитално преузимање               | —        | 25       | 10       | —        | —        | —        | —        | —        | —        | —        |                                                                |
| Rolling Papers   | - Датум објављивања: 29. март 2011. (САД) - Издавачка кућа: Rostrum, Atlantic Records - Формат: ЦД, винил, дигитално преузимање | 2        | 1        | 1        | 77       | 6        | 60       | 67       | 49       | 68       | 47       | - Америчко удружење дискографских кућа: 2× Платина - MC: Злато |
| O.N.I.F.C.       | - Датум објављивања: 4. децембар 2012. (САД) - Издавачка кућа: Rostrum, Atlantic - Формат: ЦД, винил, дигитално преузимање      | 2        | 1        | 1        | 45       | 14       | 20       | 10       | 15       | 9        | 10       | - Америчко удружење дискографских кућа: Платина                |
| Blacc Hollywood  | - Датум објављивања: 19. август 2014. (САД) - Издавачка кућа: Rostrum, Atlantic - Формат: ЦД, винил, дигитално преузимање       | 1        | 1        | 1        | 26       | 1        | 31       | 12       | 56       | 7        | 27       | - Америчко удружење дискографских кућа: Злато - MC: Злато      |
| Rolling Papers 2 | - Датум објављивања: 13. јул 2018. - Издавачка кућа: Rostrum, Atlantic - Формат: ЦД, дигитално преузимање                       | 2        | 2        | 2        | 55       | 4        | —        | 46       | 23       | 20       | 62       |                                                                |

### Компилацијски албуми
| Назив   | Детаљи                                                                                          | Позиције | Позиције | Позиције | Позиције | Позиције | Позиције | Позиције | Позиције | Позиције | Позиције |
| Назив   | Детаљи                                                                                          | САД      | САД R&B  | САД реп  | АУС      | КАН      | ФРА      | НЕМ      | ХОЛ      | ШВЕ      | УК       |
| ------- | ----------------------------------------------------------------------------------------------- | -------- | -------- | -------- | -------- | -------- | -------- | -------- | -------- | -------- | -------- |
| Khalifa | - Датум објављивања: 5. фебруар 2016. - Издавачка кућа: Atlantic - Формат: дигитално преузимање | 6        | 3        | 2        | 48       | 11       | 99       | 55       | 73       | 83       | 45       |

### Колаборативни албуми
| Назив                          | Детаљи | Позиција | Позиција | Позиција | Позиција |
| Назив                          | Детаљи | САД      | САД R&B  | САД Реп  | КАН      |
| ------------------------------ | --- | -------- | -------- | -------- | -------- |
| Rude Awakening Juicy J & TM88) | - Датум објављивања: 3. јун 2016. - Издавачка кућа: Atlantic, Columbia Records, EMPIRE - Формат: дигитално преузимање | 26       | 3        | 3        | 81       |

### Саундтрек албуми
| Назив                                         | Детаљи албума | Позиције | Позиције | Позиције           | Сертификати                                   |
| Назив                                         | Детаљи албума | САД      | САД R&B  | Топ реп албуми САД | Сертификати                                   |
| --------------------------------------------- | --- | -------- | -------- | ------------------ | --------------------------------------------- |
| Mac & Devin Go to High School (са Снуп Догом) | - Датум објављивања: 13. децембар 2011. (САД) - Издавачка кућа: Rostrum, Atlantic, Doggystyle Records - Формат: ЦД, дигитално преузимање | 29       | 6        | 3                  | - Америчко удружење дискографских кућа: Злато |

### Микстејпови
| Назив                                      | Детаљи албума |
| ------------------------------------------ | --- |
| Prince of the City: Welcome to Pistolvania | - Датум објављивања: 2005 (САД) - Издавачка кућа: Taylor Gang, Rostrum - Формат: дигитално преузимање                |
| Grow Season                                | - Датум објављивања: 2007 (САД) - Издавачка кућа: Taylor Gang, Rostrum - Формат: дигитално преузимање                |
| Prince of the City 2                       | - Датум објављивања: 20. новембар 2007. (САД) - Издавачка кућа: Taylor Gang, Rostrum - Формат: дигитално преузимање  |
| Star Power                                 | - Датум објављивања: 17. септембар 2008. (САД) - Издавачка кућа: Taylor Gang, Rostrum - Формат: дигитално преузимање |
| Flight School                              | - Датум објављивања: 17. април 2009. (САД) - Издавачка кућа: Taylor Gang, Rostrum - Формат: дигитално преузимање     |
| How Fly (Currensy)                         | - Датум објављивања: 9. август 2009. (САД) - Издавачка кућа: Taylor Gang, Rostrum - Формат: дигитално преузимање     |
| Burn After Rolling                         | - Датум објављивања: 2. новембар 2009. (САД) - Издавачка кућа: Taylor Gang, Rostrum - Формат: дигитално преузимање   |
| Kush & Orange Juice                        | - Датум објављивања: 14. април 2010. (САД) - Издавачка кућа: Taylor Gang, Rostrum - Формат: дигитално преузимање     |
| Cabin Fever                                | - Датум објављивања: 17. фебруар 2011. (САД) - Издавачка кућа: Taylor Gang, Rostrum - Формат: дигитално преузимање   |
| Taylor Allderdice                          | - Датум објављивања: 13. март 2012. (САД) - Издавачка кућа: Taylor Gang, Rostrum - Формат: дигитално преузимање      |
| Cabin Fever 2                              | - Датум објављивања: 16. октобар 2012. (САД) - Издавачка кућа: Taylor Gang, Rostrum - Формат: дигитално преузимање   |
| 28 Grams                                   | - Датум објављивања: 25. мај 2014. (САД) - Издавачка кућа: Taylor Gang, Rostrum - Формат: дигитално преузимање       |
| Cabin Fever 3                              | - Датум објављивања: 15. децембар 2015. - Издавачка кућа: Taylor Gang, Rostrum - Формат: дигитално преузимање        |
| TGOD Volume 1                              | - Датум објављивања: 11. октобар 2016. - Издавачка кућа: Taylor Gang, Rostrum - Формат: дигитално преузимање         |
| Pre-Rolleds                                | - Датум објављивања: 3. јун 2017. - Издавачка кућа: Taylor Gang, Rostrum - Формат: дигитално преузимање              |
| Bong Rips                                  | - Датум објављивања: 24. јун 2017. - Издавачка кућа: Taylor Gang, Rostrum - Формат: дигитално преузимање             |
| Laugh Now, Fly Later                       | - Датум објављивања: 9. новембар 2017. - Издавачка кућа: Taylor Gang, Rostrum - Формат: дигитално преузимање,        |

## Епови
| Назив                                           | Детаљи | Позиција | Позиција | Позиција |
| Назив                                           | Детаљи | САД      | САД R&B  | САД реп  |
| ----------------------------------------------- | --- | -------- | -------- | -------- |
| Live in Concert (у сарадњи са репером Currensy) | - Датуим објављивања: 20. април 2013. (САД) - Издавачка кућа: Jet Life, Rostrum - Формат: дигитално преузимање | 30       | 8        | 7        |
| Talk About It in the Morning                    | - Датум објављивања: 31. март 2015. - Издавачка кућа: Taylor Gang Records - Формат: дигитално преузимање       | Н/Д      | Н/Д      | Н/Д      |

## Као главни извођач
| Назив                                                                               | Година | Позиција | Позиција | Позиција | Позиција | Позиција | Позиција | Позиција | Позиција | Позиција | Позиција | Сертификат | Албум                                         |
| Назив                                                                               | Година | САД      | САД R&B  | САД реп  | АУС      | КАН      | НЕМ      | ИР       | НЗ       | ШВЕ      | УК       | Сертификат | Албум                                         |
| ----------------------------------------------------------------------------------- | ------ | -------- | -------- | -------- | -------- | -------- | -------- | -------- | -------- | -------- | -------- | --- | --------------------------------------------- |
| "Pittsburgh Sound"                                                                  | 2007   | —        | —        | —        | —        | —        | —        | —        | —        | —        | —        | | Show and Prove                                |
| "Youngin' on His Grind"                                                             | 2007   | —        | —        | —        | —        | —        | —        | —        | —        | —        | —        | | Није ни на једном албуму                      |
| "Make It Hot"                                                                       | 2008   | —        | —        | —        | —        | —        | —        | —        | —        | —        | —        | | Није ни на једном албуму                      |
| "Say Yeah"                                                                          | 2008   | —        | —        | 20       | —        | —        | —        | —        | —        | —        | —        | - Америчко удружење дискографских кућа: Злато | Није ни на једном албуму                      |
| "Ink My Whole Body"                                                                 | 2009   | —        | —        | —        | —        | —        | —        | —        | —        | —        | —        | | Star Power                                    |
| "Get Sum"                                                                           | 2009   | —        | —        | —        | —        | —        | —        | —        | —        | —        | —        | | Flight School                                 |
| "Mezmorized"                                                                        | 2010   | —        | —        | —        | —        | —        | —        | —        | —        | —        | —        | | Kush & Orange Juice                           |
| "Black and Yellow"                                                                  | 2010   | 1        | 6        | 1        | 24       | 7        | 31       | 14       | 21       | 44       | 5        | - Америчко удружење дискографских кућа: 6× Платина - Аустралијско удружење дискографских кућа: Платина - BPI: Сребро - BVMI: Злато - MC: 3× Платина - RMNZ: Злато                                         | Rolling Papers                                |
| "Roll Up"                                                                           | 2011   | 13       | 7        | 2        | 72       | 56       | —        | 49       | —        | —        | 42       | - Америчко удружење дискографских кућа: 2× Платина - MC: Злато | Rolling Papers                                |
| "On My Level" (са репером Too Short)                                                | 2011   | 52       | 16       | 10       | —        | 96       | —        | —        | —        | —        | —        | - Америчко удружење дискографских кућа: Платина | Rolling Papers                                |
| "No Sleep"                                                                          | 2011   | 6        | —        | 23       | —        | 64       | 91       | —        | —        | —        | —        | - Америчко удружење дискографских кућа: 2× Платина - MC: Злато | Rolling Papers                                |
| "The Race"                                                                          | 2011   | 66       | —        | —        | —        | —        | —        | —        | —        | —        | —        | | Rolling Papers                                |
| "Young, Wild & Free" (са Снуп Догом Бруном Марс)                                    | 2011   | 7        | 56       | 8        | 4        | 13       | 15       | 33       | 2        | 6        | 44       | - Америчко удружење дискографских кућа: 4× Платинум - Аустралијско удружење дискографских кућа: 4× Платинум - BVMI: Злато - IFPI SWI: Злато - MC: 3× Платина - RMNZ: Платинум                             | Mac & Devin Go to High School                 |
| "Work Hard, Play Hard"                                                              | 2012   | 17       | 13       | 3        | 93       | 40       | 76       | —        | —        | —        | 161      | - Америчко удружење дискографских кућа: 2× Платина - MC: Злато | O.N.I.F.C.                                    |
| "Remember You" (са репером The Weeknd)                                              | 2012   | 63       | 15       | 13       | —        | —        | —        | —        | —        | —        | 186      | - Америчко удружење дискографских кућа: Платина | O.N.I.F.C.                                    |
| "We Own It (Fast & Furious)" (са 2 Chainz)                                          | 2013   | 16       | 4        | 3        | 6        | 14       | 5        | 21       | 6        | 3        | 6        | - Америчко удружење дискографских кућа: 2× Платина - Аустралијско удружење дискографских кућа: Платина - BPI: Сребро - BVMI: Злато                                                                        | Fast & Furious 6                              |
| "We Dem Boyz"                                                                       | 2014   | 43       | 10       | 4        | —        | 92       | —        | —        | —        | —        | —        | - Америчко удружење дискографских кућа: Платинум - MC: Платина | Blacc Hollywood                               |
| "You and Your Friends" (Снуп Дог и Ty Dolla Sign)                                   | 2014   | 82       | 21       | 18       | —        | —        | —        | —        | —        | —        | —        | - Америчко удружење дискографских кућа: Злато | Blacc Hollywood                               |
| "Shell Shocked" (Juicy J, Ty Dolla Sign, Jake Stanczak и Madsonik)                  | 2014   | 84       | 26       | 17       | 96       | —        | —        | —        | —        | —        | —        | - Америчко удружење дискографских кућа: Злато | Teenage Mutant Ninja Turtles Soundtrack       |
| "See You Again" (Charlie Puth)                                                      | 2015   | 1        | 1        | 1        | 1        | 1        | 1        | 1        | 1        | 1        | 1        | - Америчко удружење дискографских кућа: 9× Платинум - Аустралијско удружење дискографских кућа: 5× Платинум - BPI: 2× Платина - BVMI: 3× Злато - IFPI SWI: 2× Платина - MC: 3× Платина - RMNZ: 3× Платина | Furious 7: Original Motion Picture Soundtrack |
| "Burn Slow" (Swae Lee)                                                              | 2015   | 83       | 28       | —        | —        | —        | —        | —        | —        | —        | —        | | Није ни на једном албуму                      |
| "King of Everything"                                                                | 2015   | —        | —        | —        | —        | —        | —        | —        | —        | —        | —        | | Није ни на једном албуму                      |
| "Bake Sale" (са Трејвис Скотом)                                                     | 2016   | 56       | 18       | 9        | —        | 71       | —        | —        | —        | —        | —        | - Америчко удружење дискографских кућа: Злато | Khalifa                                       |
| "All Night" (Juicy J)                                                               | 2016   | —        | —        | —        | —        | —        | —        | —        | —        | —        | —        | | TGOD Mafia Presents: Rude Awakening           |
| "Pull Up" (Lil Uzi Vert)                                                            | 2016   | —        | 49       | —        | —        | —        | —        | —        | —        | —        | —        | - Америчко удружење дискографских кућа: Злато | non-album single                              |
| "Sucker for Pain" (Лил Вејн, Imagine Dragons, Logic, Ty Dolla Sign и X Ambassadors) | 2016   | 15       | 3        | 1        | 7        | 19       | 8        | 84       | 5        | 16       | 11       | - Америчко удружење дискографских кућа: 3× Платина - Аустралијско удружење дискографских кућа: Платина - BPI: Сребро - BVMI: Платина - RMNZ: Злато                                                        | Suicide Squad: The Album                      |
| "Gang Up" (Young Thug, PnB Rock и 2 Chainz)                                         | 2017   | —        | —        | —        | —        | —        | —        | —        | —        | 72       | —        | | The Fate of the Furious: The Album            |
| "Something New" (Ty Dolla Sign)                                                     | 2017   | 92       | 37       | —        | —        | 94       | —        | —        | —        | —        | —        | | Rolling Papers II                             |
| "Letterman"                                                                         | 2017   | —        | —        | —        | —        | —        | —        | —        | —        | —        | —        | | Laugh Now, Fly Later                          |
| "420 Freestyle"                                                                     | 2018   | —        | —        | —        | —        | —        | —        | —        | —        | —        | —        | | Rolling Papers II                             |
| "Real Rich" (Гучи Мејн)                                                             | 2018   | —        | —        | —        | —        | —        | —        | —        | —        | —        | —        | | Rolling Papers II                             |
| "Hopeless Romantic" (Swae Lee)                                                      | 2018   | 72       | 30       | 25       | —        | 83       | —        | —        | —        | —        | —        | | Rolling Papers II                             |
| "Gin & Drugs" (Problem)                                                             | 2018   | —        | —        | —        | —        | —        | —        | —        | —        | —        | —        | | Rolling Papers II                             |

### Као гостујући музичар
| Назив                                                                              | Година | Позиција | Позиција | Позиција | Позиција | Позиција | Позиција | Позиција | Позиција | Позиција | Позиција | Сертификат | Албум                    |
| Назив                                                                              | Година | САД      | САД R&B  | САД Реп  | АУС      | КАН      | НЕМ      | ИР       | НЗ       | ШВЕ      | УК       | Сертификат | Албум                    |
| ---------------------------------------------------------------------------------- | ------ | -------- | -------- | -------- | -------- | -------- | -------- | -------- | -------- | -------- | -------- | --- | ------------------------ |
| "Lowridin (Far East Movement, Виз Калифа и Bionik)                                 | 2007   | —        | —        | —        | —        | —        | —        | —        | —        | —        | —        | | Animal                   |
| "Best Night of My Life" (Џејми Фокс и Виз Калифа)                                  | 2011   | —        | 12       | —        | —        | —        | —        | —        | —        | —        | —        | | Best Night of My Life    |
| "Till I'm Gone" (Tinie Tempah и Виз Калифа)                                        | 2011   | 90       | 49       | 22       | —        | —        | —        | 32       | —        | 69       | 24       | | Disc-Overy               |
| "Oh My" (DJ Drama, Fabolous, Roscoe Dash и Виз Калифа)                             | 2011   | 95       | 18       | 12       | —        | —        | —        | —        | —        | —        | —        | | Third Power              |
| "5 O'Clock" (T-Pain, Лили Ален и Виз Калифа)                                       | 2011   | 10       | 9        | —        | 29       | 15       | 91       | —        | 27       | 47       | 6        | - Аустралијско удружење дискографских кућа: Злато - MC: Платина | Revolver                 |
| "Getting Paid" (Trae и Виз Калифа)                                                 | 2011   | —        | —        | —        | —        | —        | —        | —        | —        | —        | —        | | Street King              |
| "I'm On" (Trae, Виз Калифа, Lupe Fiasco, Big Boi, Wale и MDMA)                     | 2011   | —        | —        | —        | —        | —        | —        | —        | —        | —        | —        | | Street King              |
| "Till I Die" (Крис Браун, Big Sean и Виз Калифа)                                   | 2012   | —        | 12       | 14       | —        | —        | —        | —        | —        | —        | —        | | Fortune                  |
| "Payphone" (Maroon 5 и Виз Калифа)                                                 | 2012   | 2        | —        | —        | 2        | 1        | 4        | 2        | 2        | 4        | 1        | - Америчко удружење дискографских кућа: 7× Платина - Аустралијско удружење дискографских кућа: 5× Platinum - BPI: Платинум - BVMI: Платинум - IFPI SWI: Платинум - RMNZ: 2× Платинум | Overexposed              |
| "Jet Life" (Currensy, Big K.R.I.T. и Виз Калифа)                                   | 2012   | —        | 76       | —        | —        | —        | —        | —        | —        | —        | —        | | The Stoned Immaculate    |
| "Celebration" (Гејм, Крис Браун, Tyga, Виз Калифа и Лил Вејн)                      | 2012   | 81       | 24       | 19       | —        | —        | —        | —        | —        | —        | —        | | Jesus Piece              |
| "Don't Make Em Like You" (Ne-Yo и Виз Калифа)                                      | 2012   | —        | 47       | —        | —        | —        | —        | —        | —        | —        | —        | | R.E.D.                   |
| "Hate Bein' Sober" (Chief Keef, Фифти Сент и Виз Калифа)                           | 2013   | —        | 37       | —        | —        | —        | —        | —        | —        | —        | —        | | Finally Rich             |
| "Molly" (Tyga, Cedric Gervais, Виз Калифа и Mally Mall)                            | 2013   | 66       | 22       | 16       | —        | —        | —        | —        | —        | —        | —        | - Америчко удружење дискографских кућа: Злато | Hotel California         |
| "NBA" (Joe Budden, Виз Калифа и Френч Монтана)                                     | 2013   | —        | —        | —        | —        | —        | —        | —        | —        | —        | —        | | No Love Lost             |
| "Beat It" (Sean Kingston, Крис Браун и Виз Калифа)                                 | 2013   | 52       | 23       | —        | 40       | —        | —        | 63       | 25       | —        | —        | | Back 2 Life              |
| "Reason to Hate" (DJ Felli Fel, Ne-Yo, Tyga и Виз Калифа)                          | 2013   | —        | —        | —        | —        | —        | —        | —        | —        | —        | —        | | Није ни на једном албуму |
| "Fighter Jet" (Caligula и Виз Калифа)                                              | 2013   | —        | —        | —        | —        | —        | —        | —        | —        | —        | —        | | Није ни на једном албуму |
| "Drop Bands on It" (Mally Mall, Виз Калифа, Tyga и Fresh)                          | 2013   | —        | —        | —        | —        | —        | —        | —        | —        | —        | —        | | Није ни на једном албуму |
| "Irie" (Ty Dolla Sign и Виз Калифа)                                                | 2013   | —        | —        | —        | —        | —        | —        | —        | —        | —        | —        | | Beach House 2            |
| "23" (Mike Will Made It, Miley Cyrus, Виз Калифа и Juicy J)                        | 2013   | 11       | 4        | 2        | 39       | 26       | —        | —        | 22       | —        | 85       | | Није ни на једном албуму |
| "Legends in the Making (Ashtray, Pt. 2)" (Smoke DZA, Виз Калифа и Currensy)        | 2013   | —        | —        | —        | —        | —        | —        | —        | —        | —        | —        | | Dream.ZONE.Achieve       |
| "Think About It" (Naughty Boy, Виз Калифа и Ella Eyre)                             | 2013   | —        | —        | —        | —        | —        | —        | —        | —        | —        | 78       | | Hotel Cabana             |
| "Feelin' Myself " (will.i.am, Miley Cyrus, Френч Монтана, Виз Калифа и DJ Mustard) | 2013   | 96       | 26       | 15       | 34       | —        | 55       | 3        | 16       | —        | 2        | - BPI: Злато | #willpower               |
| "Talkin' Bout" (Juicy J, Крис Браун и Виз Калифа)                                  | 2014   | —        | —        | —        | —        | —        | —        | —        | —        | —        | —        | | Stay Trippy              |
| "Or Nah" (Ty Dolla Sign, Виз Калифа и DJ Mustard)                                  | 2014   | 48       | 12       | —        | —        | 78       | —        | —        | —        | —        | —        | - Америчко удружење дискографских кућа: 4× Платина | Beach House EP           |
| "Party Girls" (Лудакрис, Виз Калифа, Jeremih и Cashmere Cat)                       | 2014   | —        | 36       | 25       | —        | —        | —        | —        | —        | —        | —        | | Није ни на једном албуму |
| "She Said" (Tuki Carter и Виз Калифа)                                              | 2014   | —        | —        | —        | —        | —        | —        | —        | —        | —        | —        | | Није ни на једном албуму |
| "Bigroom Blitz" (Scooter, Виз Калифа)                                              | 2014   | —        | —        | —        | —        | —        | 43       | —        | —        | —        | —        | | The Fifth Chapter        |
| "For Everybody" (Juicy, Rock City и Виз Калифа)                                    | 2015   | —        | 50       | —        | —        | —        | —        | —        | —        | —        | —        | | Није ни на једном албуму |
| "Hello, Hello" (Huang Zitao и Виз Калифа)                                          | 2016   | —        | —        | —        | —        | —        | —        | —        | —        | —        | —        | | The Road                 |
| "Kush Ups" (Снуп Дог и Виз Калифа)                                                 | 2016   | —        | —        | —        | —        | —        | —        | —        | —        | —        | —        | | Cool Aid                 |
| "Fuck Apologies" (JoJo и Виз Калифа)                                               | 2016   | —        | —        | —        | —        | —        | —        | —        | —        | —        | 104      | | Mad Love                 |
| "Influence" (Tove Lo и Виз Калифа)                                                 | 2016   | —        | —        | —        | —        | —        | —        | —        | —        | —        | —        | | Lady Wood                |
| "When I Grow Up" (Dimitri Vegas & Like Mike и Виз Калифа)                          | 2018   | —        | —        | —        | —        | —        | —        | —        | —        | —        | —        | | Није ни на једном албуму |

### Промотивни синглови
| Назив | Година | Позиција | Позиција | Албум                    |
| Назив | Година | САД      | КАН      | Албум                    |
| --- | ------ | -------- | -------- | ------------------------ |
| "Double Vision" (ремикс) (3OH!3 и Виз Калифа)                                                                    | 2010   | —        | —        | Није ни на једном албуму |
| "Choppa Choppa Down" (ремикс) (Френч Монтана, Рик Рос и Виз Калифа)                                              | 2011   | —        | —        | Није ни на једном албуму |
| "Bright Lights Bigger City" (ремикс) (Cee Lo Green и Виз Калифа)                                                 | 2011   | —        | —        | Није ни на једном албуму |
| "Slleazy Remix 2.0: Get Sleazier" (Kesha, Лил Вејн, Виз Калифа, T.I. и André 3000)                               | 2011   | 37       | 46       | Није ни на једном албуму |
| "Adorn" (ремикс) (Miguel и Виз Калифа)                                                                           | 2012   | —        | —        | Kaleidoscope Dream       |
| "U.O.E.N.O." (ремикс) (Rocko, Future]] и Виз Калифа)                                                             | 2013   | —        | —        | Није ни на једном албуму |
| "Bugatti" (ремикс) (Ace Hood, Виз Калифа, T.I., Meek Mill, Френч Монтана, 2 Chainz, Future, DJ Khaled и Birdman) | 2013   | —        | —        | Trials & Tribulations    |
| "Like Whaaat" (ремикс) ([Problem, Виз Калифа, Tyga, Крис Бараун и Master P)                                      | 2013   | —        | —        | Није ни на једном албуму |
| "Dirty Work" (Ејкон и Виз Калифа)                                                                                | 2013   | —        | —        | Није ни на једном албуму |
| "What You 'Bout" (Iamsu и Виз Калифа и Berner)                                                                   | 2014   | —        | —        | Sincerely Yours          |
| "Uma Thurman" (Boys of Zummer ремикс) (Fall Out Boy и Виз Калифа)                                                | 2015   | —        | —        | Није ни на једном албуму |
| "Go Hard or Go Home" (Iggy Azalea)                                                                               | 2015   | 86       | 65       | Furious 7                |
| "420" (Lil Debbie и Виз Калифа)                                                                                  | 2015   | —        | —        | Home Grown               |
| "No Social Media" (Снуп Дог)                                                                                     | 2015   | —        | —        | Није ни на једном албуму |
| "Most of Us" | 2015   | —        | —        | Khalifa                  |

## Остале песме
| Назив                                                            | Година | Позиција | Позиција | Позиција | Позиција | Позиција | Позиција | Позиција | Сертификат                                      | Албум                         |
| Назив                                                            | Година | САД      | САД R&B  | САД реп  | АУС      | КАН      | ФРА      | УК R&B   | Сертификат                                      | Албум                         |
| ---------------------------------------------------------------- | ------ | -------- | -------- | -------- | -------- | -------- | -------- | -------- | ----------------------------------------------- | ----------------------------- |
| "Black and Purple" (Mullyman, Wale и Виз Калифа)                 | 2010   | —        | 98       | —        | —        | —        | —        | —        |                                                 | WiRemix5                      |
| "When I'm Gone"                                                  | 2011   | 57       | —        | —        | —        | 88       | —        | —        | - Америчко удружење дискографских кућа: Платина | Rolling Papers                |
| "\|Taylor Gang" (Chevy Woods)                                    | 2011   | —        | —        | —        | —        | —        | —        | —        |                                                 | Rolling Papers                |
| "Fly Solo"                                                       | 2011   | —        | —        | —        | —        | —        | —        | —        |                                                 | Rolling Papers                |
| "Yoko" (Berner, Big K.R.I.T. и Виз Калифа)                       | 2011   | —        | —        | —        | —        | —        | —        | —        |                                                 | The White Album               |
| "High" (Big Sean, Chiddy Bang и Виз Калифа                       | 2011   | 98       | —        | —        | —        | —        | —        | —        |                                                 | Finally Famous                |
| "Smokin' On" (Снуп Дог и Juicy J)                                | 2011   | —        | —        | —        | —        | —        | —        | —        |                                                 | Mac & Devin Go to High School |
| "Paperbond"                                                      | 2012   | —        | 39       | —        | —        | —        | 172      | —        |                                                 | O.N.I.F.C.                    |
| "Bluffin (Berner)                                                | 2012   | —        | 47       | —        | —        | —        | —        | —        |                                                 | O.N.I.F.C.                    |
| "Let It Go" Ејкон                                                | 2012   | 87       | 25       | 21       | —        | 91       | —        | —        |                                                 | O.N.I.F.C.                    |
| "The Bluff" (Cam'ron)                                            | 2012   | —        | —        | —        | —        | —        | —        | —        |                                                 | O.N.I.F.C.                    |
| "It's Nothin" (2 Chainz)                                         | 2012   | —        | 34       | —        | —        | —        | —        | —        |                                                 | O.N.I.F.C.                    |
| "Initiation" (LoLa Monroe)                                       | 2012   | —        | —        | —        | —        | —        | —        | —        |                                                 | O.N.I.F.C.                    |
| "Up in It"                                                       | 2012   | —        | —        | —        | —        | —        | —        | —        |                                                 | O.N.I.F.C.                    |
| "The Plan" (Juicy J)                                             | 2012   | —        | —        | —        | —        | —        | —        | —        |                                                 | O.N.I.F.C.                    |
| "Medicated" (Chevy Woods и Juicy J)                              | 2012   | —        | 44       | —        | —        | —        | —        | —        | - Америчко удружење дискографских кућа: Злато   | O.N.I.F.C.                    |
| "Bout Me" (Problem и Iamsu!)                                     | 2012   | —        | —        | —        | —        | —        | —        | —        |                                                 | O.N.I.F.C.                    |
| "I'm Still" (DJ Khaled, Крис Браун, Wale, Виз Калифа и Ace Hood) | 2013   | —        | —        | —        | —        | —        | —        | —        |                                                 | Suffering from Success        |
| "True Colors" (Ники Минаж)                                       | 2014   | —        | —        | —        | —        | 93       | —        | 29       |                                                 | Blacc Hollywood               |
| "Hope" (Ty Dolla Sign)                                           | 2014   | —        | —        | —        | —        | —        | —        | —        |                                                 | Blacc Hollywood               |
| "Ass Drop"                                                       | 2014   | —        | 35       | —        | —        | —        | —        | —        | - Америчко удружење дискографских кућа: Злато   | Blacc Hollywood               |
| "Raw"                                                            | 2014   | —        | —        | —        | —        | —        | —        | —        |                                                 | Blacc Hollywood               |
| "Stayin Out All Night" (Boys of Zummer ремикс) (Fall Out Boy)    | 2015   | —        | —        | —        | 93       | —        | —        | —        |                                                 | Није ни на једном албуму      |
| "iSay" (Juicy J)                                                 | 2016   | —        | —        | —        | —        | —        | —        | —        |                                                 | Khalifa                       |
| "Fr Fr" (Lil Skies)                                              | 2018   | 73       | 31       | —        | —        | 89       | —        | —        |                                                 | Rolling Papers 2              |
| "Hot Now"                                                        | 2018   | —        | —        | —        | —        | —        | —        | —        |                                                 | Rolling Papers 2              |

## Гостовања на песмама
| Назив                             | Година                  | Остали музичари | Албум                                    |
| --------------------------------- | ----------------------- | --- | ---------------------------------------- |
| "What It Used to Be"              | 2006                    | Nicolay | Here                                     |
| "How We Ride"                     | 2009                    | Boaz | The Audiobiography                       |
| "Glass House"                     | 2010                    | Big K.R.I.T., Currensy | K.R.I.T. Wuz Here                        |
| "I'm on It"                       | 2010                    | Френч Монтана, Nipsey Hussle, Big Sean | Mac & Cheese 2                           |
| "Super High" (Sativa Remix)       | 2010                    | Рик Рос, Ne-Yo, Currensy | Није ни на једном албуму                 |
| "Scaling the Building"            | 2010                    | Ski Beatz, Currensy | 24 Hour Karate School                    |
| "Look in the Mirror" (Remix)      | 2010                    | Yo Gotti, Wale, Џ. Кол | Није ни на једном албуму                 |
| "In My Car (Puff Bus)"            | 2010                    | J-Green, Juicy J | Solo Tape                                |
| "I Know"                          | 2010                    | Diddy – Dirty Money, Крис Браун, Sevyn Streeter | Last Train to Paris                      |
| "Retrosuperfuture"                | 2010                    | Rick Ross | Ashes to Ashes                           |
| "Black and Purple"                | 2010                    | Mullyman, Wale | WiRemix5                                 |
| "Taylor Made"                     | 2011                    | Гејм | Purp & Patron                            |
| "Purp & Yellow" (Skeetox Remix)   | 2011                    | Гејм, Снуп Дог | Purp & Patron                            |
| "Keep Floatin                     | 2011                    | Mac Miller | Best Day Ever                            |
| "Bomb"                            | 2011                    | Крис Браун | F.A.M.E.                                 |
| "This Weed Iz Mine"               | 2011                    | Снуп Дог | Doggumentary                             |
| "Racks" (ремикс)                  | 2011                    | YC, Young Jeezy, Cyhi the Prynce, Bun B, B.o.B, Yo Gotti, Wale, Cory Gunz, Ace Hood, Trae tha Truth, Нели, Twista, Big Sean, Cory Mo, Waka Flocka Flame | Није ни на једном албуму                 |
| "Can You Feel It"                 | 2011                    | Sublime with Rome | Yours Truly                              |
| "High"                            | 2011                    | Big Sean, Chiddy Bang | Finally Famous                           |
| "Yoko"                            | 2011                    | Berner, Big K.R.I.T., Chris Brown | The White Album                          |
| "Standin' on a Corner"            | 2011                    | Game, B.o.B | Hoodmorning (notypo): Candy Coronas      |
| "Scanners"                        | 2011                    | Neako | The Number 23                            |
| "Stoners Night (Part II)"         | 2011                    | Juicy J | Blue Dream & Lean                        |
| "Do It Again"                     | 2011                    | Terrace Martin, Кендрик Ламар | Locke High 2                             |
| "Smoke with Me"                   | 2011                    | Terrace Martin, Problem, James Fauntleroy | Locke High 2                             |
| "Go Girl"                         | 2012                    | Yo Gotti, Big K.R.I.T., Big Sean, Wale | Live from the Kitchen                    |
| "Flatline"                        | 2012                    | Masspike Miles | Say Hello to Forever                     |
| "No Squares"                      | 2012                    | Currensy | The Stoned Immaculate                    |
| "Vice"                            | 2012                    | Chevy Woods, Juicy J | Gang Land                                |
| "Shine"                           | 2012                    | Chevy Woods, LoLa Monroe | Gang Land                                |
| "M'Fer"                           | 2012                    | Chevy Woods | Gang Land                                |
| "Homerun"                         | 2012                    | Chevy Woods | Gang Land                                |
| "I Be Puttin' On"                 | 2012                    | Wale, Френч Монтана, Roscoe Dash | Self Made Vol. 2                         |
| "Co-Pilot"                        | 2012                    | Prodigy | H.N.I.C. 3                               |
| "I'm So Blessed"                  | 2012                    | DJ Khaled, Big Sean, Ace Hood, T-Pain | Kiss the Ring                            |
| "No Limit"                        | 2012                    | Planet VI, Ariez Onasis | The American Nightmare                   |
| "All I Know"                      | 2012                    | Big Sean | Detroit                                  |
| "Gettin' After That Money"        | 2012                    | Boaz | Bases Loaded                             |
| "Pledge of Allegiance"            | 2012                    | DJ Drama, Planet VI, B.o.B | 'Quality Street Music                    |
| "The Plug"                        | 2012                    | Berner | Urban Farmer                             |
| "Like Mine"                       | 2012                    | Berner, LoLa Monroe | Urban Farmer                             |
| "Forever a G"                     | 2012                    | Егзбит | Napalm                                   |
| "Enjoy the Night"                 | 2012                    | Егзибит, David Banner, Brevi | Napalm                                   |
| "I Go Hard"                       | 2012                    | Ghostface Killah, Boy Jones | The Man with the Iron Fists              |
| "Like the Pack"                   | 2012                    | Tuki Carter | Atlantafornication                       |
| "Pimpin' Ain't"                   | 2012                    | Tuki Carter | Atlantafornication                       |
| "Holdup Rollup"                   | 2012                    | Tuki Carter, Chevy Woods | Atlantafornication                       |
| "Say I"                           | 2012                    | E-40, Too Short | History: Function Music                  |
| "Drank and Smoke"                 | 2012                    | Gudda Gudda | Guddaville 3                             |
| "Know Betta"                      | 2012                    | Juicy J | Није ни на једном албуму                 |
| "Bandz a Make Her Dance" (ремикс) | 2012                    | Juicy J, B.o.B, Lola Monroe, Френч Монтана | Није ни на једном албуму                 |
| "Goin' Up"                        | 2012                    | Iamsu! | Suzy 6 Speed                             |
| "Ain't No Change"                 | 2012                    | Compton Menace | Menace 2 Society Vol. 2                  |
| "Fuck Shit"                       | 2012                    | Compton Menace | Menace 2 Society Vol. 2                  |
| "Die Young" (ремикс)              | 2012                    | Kesha, Juicy J, Becky G | Warrior                                  |
| "Medicine Man (Drug Free)"        | 2012                    | Fashawn | Moet: Champagne & Styrofoam Cups         |
| "Hate Bein' Sober"                | 2012                    | Chief Keef, Фифти Сент | Finally Rich                             |
| "In the Night"                    | 2012                    | The Madden Brothers, Detail | Before — Volume One                      |
| "Paradise"                        | 2012                    | Berner | Није ни на једном албуму                 |
| "In the Stars"                    | 2013                    | Juicy J | Није ни на једном албуму                 |
| "Still Got That Work"             | 2013                    | Project Pat | Cheez N Dope                             |
| "Everything Is Good"              | 2013                    | Juelz Santana | God Will'n                               |
| "Playin'"                         | 2013                    | YG, Young Jeezy | Just Re'd Up 2                           |
| "Choosin'"                        | 2013                    | Currensy, Рик Рос | New Jet City                             |
| "Molly Girl" (Remix)              | 2013                    | Lil Durk | Није ни на једном албуму                 |
| "Nothin' on Ya"                   | 2013                    | Гучи Мејн | Trap God 2 и Trap House III              |
| "Ain't No Changing Me" (Remix)    | 2013                    | Compton Menace, Гејм | Није ни на једном албуму                 |
| "Ballin'"                         | 2013                    | Fat Joe, Teyana Taylor | Није ни на једном албуму                 |
| "M.O.E."                          | 2013                    | Tyga | Hotel California                         |
| "Paradise"                        | 2013                    | Cassie Ventura | RockaByeBaby                             |
| "Only One"                        | 2013                    | Big K.R.I.T., Smoke DZA | K.R.I.T. (King Remembered In Time)       |
| "Burn Slow"                       | 2013                    | Los, Mickey Shiloh | Becoming King                            |
| "Weak"                            | 2013                    | Los, Cassie | Becoming King                            |
| "She Said"                        | 2013                    | Tuki Carter | Није ни на једном албуму                 |
| "The Rockers"                     | 2013                    | Action Bronson | Saaab Stories                            |
| "Gone"                            | 2013                    | Kelly Rowland | Talk a Good Game                         |
| "Rotation"                        | 2013                    | Wale, 2 Chainz | The Gifted                               |
| "Kush Do" (Remix)                 | 2013                    | Rockie Fresh | Није ни на једном албуму                 |
| "Bout Mine"                       | 2013                    | Problem | The Separation                           |
| "Like Whaaat" (ремикс)            | 2013                    | Problem, Крис Браун, Tyga, Master P | Није ни на једном албуму                 |
| "See Me"                          | 2013                    | Tech N9ne, B.o.B. | Something Else                           |
| "Mind of a Stoner"                | 2013                    | Machine Gun Kelly | Black Flag                               |
| "I Bet"                           | 2013                    | Ty Dolla Sign | Beach House 2                            |
| "Satellites" (Remix)              | 2013                    | Kevin Gates | Stranger Than Fiction                    |
| "Shootin'"                        | 2013                    | Juicy J | Није ни на једном албуму                 |
| "I'm Laughin'"                    | 2013                    | Cory Gunz | Datz WTF I'm Talkin Bout                 |
| "Bands on It"                     | 2013                    | Mally Mall, Tyga, Fresh | Није ни на једном албуму                 |
| "Smoke a Nigga"                   | 2013                    | Juicy J | Stay Trippy                              |
| "Talkin' Bout"                    | 2013                    | Juicy J, Крис Браун | Stay Trippy                              |
| "One Thousand"                    | 2013                    | Juicy J | Stay Trippy                              |
| "Motivation"                      | 2013                    | Terrace Martin, Brevi | 3ChordFold                               |
| "Dimes"                           | 2013                    | Vali | Није ни на једном албуму                 |
| "Chiefin'"                        | 2013                    | Project Pat | Cheez N Dope 2                           |
| "Miley"                           | 2013                    | DJ Holiday, Waka Flocka Flame | Није ни на једном албуму                 |
| "My Chick Better"                 | 2013                    | Нели, Fabolous | M.O.                                     |
| "Rider"                           | 2013                    | Chief Keef | Није ни на једном албуму                 |
| "Like Me"                         | 2013                    | Grafh | Pain Killers: Reloaded                   |
| "1 Up"                            | 2013                    | Trae tha Truth, Lil Boss, Jadakiss | I Am King                                |
| "I'm Still"                       | 2013                    | DJ Khaled, Ace Hood, Крис Браун, Wale | Suffering from Success                   |
| "Cash in a Rubberband"            | 2013                    | DJ Bay Bay, Juicy J, Project Pat | Bay Bay Day 2013                         |
| "KD35"                            | 2013                    | Chevy Woods | Gang Land 2                              |
| "More Champagne"                  | 2013                    | DJ Whoo Kid, ASAP Ferg, Problem | The N-Word Bond Project                  |
| "Advice"                          | 2013                    | Berner | Drugstore Cowboy                         |
| "Night & Day"                     | 2013                    | Berner, Problem | Drugstore Cowboy                         |
| "Bounce It" (ремикс)              | 2013                    | Juicy J, Trey Songz | Није ни на једном албуму                 |
| "La La La"                        | 2013                    | Dorrough | Није ни на једном албуму                 |
| "The Vapors" (Remix)              | 2013                    | Jhené Aiko | Није ни на једном албуму                 |
| "Whippin' a Brick"                | 2013                    | Mike Will Made It, Migos | #MikeWillBeenTrill                       |
| "All for You"                     | 2014                    | French Montana, Лана дел Реј, Снуп Дог и Machine Gun Kelly                                                                                              | Coke Boys 4                              |
| "High as Hell"                    | 2014                    | B.o.B | Није ни на једном албуму                 |
| "Hydroponic"                      | 2014                    | Kurupt, B-Real | Wake & Bake Vol. 1                       |
| "My Momma"                        | 2014                    | Future | Honest                                   |
| "Deep"                            | 2014                    | DJ Mustard, Рик Рос, TeeFlii | 10 Summers                               |
| "Burnin"                          | 2014                    | Twista, Berner | Dark Horse                               |
| "All Day"                         | 2014                    | John Cena | WWE 2K15                                 |
| "Breaks"                          | 2014                    | John Cena | WWE 2K15                                 |
| "Let's Get It"                    | 2014                    | Cash Out, Ty Dolla $ign | Let's Get It                             |
| "Touch The Sky"                   | 2014                    | Cam'ron, Smoke DZA | 1st of the Month Vol. 5                  |
| "Nights Like this"                | 2015                    | OG Maco | Није ни на једном албуму                 |
| "Backflip" (ремикс)               | 2015                    | Casey Veggies, Iamsu!, ASAP Ferg | Није ни на једном албуму                 |
| "Somebody Else" (ремикс)          | 2015                    | Rico Love, Ашер | Није ни на једном албуму                 |
| "Whole Thang"                     | 2015                    | Juicy J | Blue Dream and Lean 2                    |
| "Livin Right"                     | 2015                    | Лил Вејн | Free Weezy Album                         |
| "Scrape It"                       | 2015                    | Juicy J, Project pat | 100% Juice                               |
| "Do It for the Gang"              | 2015                    | Krept and Konan | The Long Way Home                        |
| "Im Out Here"                     | 2015                    | O.T. Genasis | R&B Rhythm Bricks                        |
| "Material Things"                 | 2015                    | Lyrica Anderson | Hello                                    |
| "All or Nothing                   | 2015                    | Puff Daddy, Френч Монтана | MMM (Money Making Mitch)                 |
| "Counterfeit"                     | 2015                    | Крис Браун, Ријана, Kelly Rowland | Before the Party                         |
| "So High"                         | 2015                    | Jadakiss | Top 5 Dead or Alive                      |
| "Sitting Pretty"                  | 2015                    | Ty Dolla $ign | Free TC                                  |
| "Oh Na Na"                        | 2016                    | Снуп Дог | Coolaid                                  |
| "Forgive Me Father"               | 2016                    | DJ Khaled, Meghan Trainor, Wale | Major Key                                |
| "Way Hii"                         | 2016                    | A$AP Mob, A$AP Rocky, BJ The Chicago Kid, Buddy | Cozy Tapes Vol. 1: Friends               |
| "Talk That Talk"                  | 2016                    | Juicy J, Project Pat | MustBeNice                               |
| "Best Thang Smokin"               | 2016                    | Berner, Снуп Дог, B Real | Hempire                                  |
| "Seal"                            | 2016                    | Berner, K Camp | Hempire                                  |
| "All We Do"                       | 2016                    | Berner, Juicy J | Hempire                                  |
| "Still Rich"                      | 2016                    | Berner, Lil Kim | Hempire                                  |
| "Attention"                       | 2017                    | PnB Rock | GTTM: Goin Thru the Motions              |
| "Stare"                           | Ty Dolla $ign, Pharrell | Beach House 3 |                                          |
| "No Lies"                         | Ugly God                | The Booty Tape |                                          |
| "Too Many"                        | Juicy J, Denzel Curry   | Rubba Band Business |                                          |
| "Test Drive"                      | Riff Raff               | Aquaberry Aquarius |                                          |
| "Ridin' Out"                      | AD, RJ                  | Blue 89 C2 |                                          |
| "Always high"                     | Juicy J                 | ‘’Highly Intoxicated’’ |                                          |
| "On The River"                    | Young Dolph             | Gelato Mixtape |                                          |
| "Long Night"                      | 2018                    | Riff Raff, Gary Clark, Jr., Mozzy | Cool Blue Jewels                         |
| "Indica Badu"                     | 2018                    | Logic | Bobby Tarantino II                       |
| "Got Em Like"                     | 2018                    | Juicy J, Lil Peep | Shutdafukup                              |
| "The Count"                       | 2018                    | Curren$y, Harry Fraud | The Marina EP                            |
| "Last Year"                       | 2018                    | Berner, Trey Songz | The Big Pescado                          |
| "B*tch You Lyin"                  | 2018                    | Chevy Woods | 81                                       |
| "What's The Play"                 | 2018                    | Various Artists | The Uncle Drew Motion Picture Soundtrack |
| "Dope Dealer"                     | 2018                    | King Los | The 410 Survival Kit                     |
| "Take Her"                        | 2018                    | Famous Dex | Dex Meets Dexter                         |
| "God Wanted Us To Be Lit"         | 2018                    | Red Cafe, Френч Монтана | Less Talk More Hustle                    |
| "Gucci On Yo Booty"               | 2018                    | YFN Lucci, Yung Bleu | LUCCI VANDROSS                           |
| "Trippin"                         | 2018                    | DP Beats, Travis Scott | DPONTHEBEAT Vol.3                        |
| "Hardly Ever Home"                | 2018                    | DP Beats | DPONTHEBEAT Vol.3                        |
| "All I Do Is Splash"              | 2018                    | DP Beats, Sosamann | DPONTHEBEAT Vol.3                        |
| "In Pocket"                       | 2018                    | Berner, Yung T.O.& Chevy Woods | Rico                                     |
| "Brown Bag"                       | 2018                    | Berner | Rico                                     |
| "Miss Me"                         | 2018                    | Berner, Styles P | Rico                                     |
| "Player Way"                      | 2018                    | Warm Brew | New Content                              |
| "Clouds"                          | 2018                    | K Camp | Rare Sound                               |
| "Surrounded"                      | 2018                    | Ty Dolla Sign, Jeremih, Крис Браун | MihTy                                    |

## Спотови

### Као главни музичар
| Назив                                                   | Година | Режисер(и)                     |
| ------------------------------------------------------- | ------ | ------------------------------ |
| "Youngin' on His Grind"                                 | 2007   | Bunchluv                       |
| "Pittsburgh Sound"                                      | 2007   | Bunchluv                       |
| "Say Yeah"                                              | 2008   | Ара Сојђан                     |
| "This Plane"                                            | 2009   | Bunch                          |
| "Black and Yellow"                                      | 2010   | Бил Паладино                   |
| "In the Cut"                                            | 2010   | Бил Паладино                   |
| "Mezmorized"                                            | 2010   | Бил Паладино                   |
| "Roll Up"                                               | 2011   | Џејк Дејвис                    |
| "On My Level" (Too Short)                               | 2011   | Џејк Дејвис                    |
| "No Sleep"                                              | 2011   | Колин Тили                     |
| "Taylor Gang"                                           | 2011   | Бил Паладино                   |
| "Black and Yellow" (Remix) (Снуп Дог, Juicy J и T-Pain) | 2011   | Motion Family                  |
| "Young, Wild & Free" (Снуп Дог и Бруно Марс)            | 2011   | Дилан Браун                    |
| "Dessert"                                               | 2011   | Bill Paladino                  |
| "California"                                            | 2011   | Bill Paladino                  |
| "Work Hard, Play Hard"                                  | 2012   | Bill Paladino                  |
| "It's Nothin (2 Chainz)                                 | 2012   | Bill Paladino                  |
| "STU"                                                   | 2012   | Greg Neiser                    |
| "Tweak Is Heavy"                                        | 2012   | Greg Neiser                    |
| "Remember You" ([The Weeknd)                            | 2012   | Рајан Хоуп                     |
| "The Bluff" (Cam'ron)                                   | 2012   | Бил Паладино                   |
| "100 Bottles"                                           | 2013   | Грег Низер                     |
| "Let It Go" (Ејкон)                                     | 2013   | Рајан Хоуп                     |
| "Bout Me" (Problem and Iamsu!)                          | 2013   | Frank Paladino                 |
| "Paperbond"                                             | 2013   | Frank Paladino                 |
| "Old Chanel" (Smoke DZA)                                | 2013   | Слик Џексон                    |
| "The Plan" (Juicy J)                                    | 2013   | Френк Паладино, Алекс Ди Марко |
| "OG Bobby Johnson ремикс" (Chevy Woods)                 | 2014   | Дејвид Камарена                |
| "We Dem Boyz"                                           | 2014   | Итан Лејдер                    |
| "MAAN! Weedmix"                                         | 2014   | Дејвид Камарена                |
| "KK" (Project Pat и Juicy J)                            | 2014   | Френк Паладино                 |
| "Promises"                                              | 2014   | Џерард Виктор                  |
| "Stayin Out All Night"                                  | 2014   | Director X                     |
| "You and Your Friends" (Снуп Дог и Ty Dolla $ign)       | 2014   | Курту Нишимура                 |
| "Hope (Young Icon)"                                     | 2014   | Виз Калифа                     |
| "Raw"                                                   | 2015   | Алекси                         |
| "Still Down" (Ty Dolla $ig и Chevy Woods)               | 2015   | Џерард Виктор                  |
| "Decisions"                                             | 2015   | Ден Фолдер и Френк             |
| "The Sleaze"                                            | 2015   | Давид Камарена                 |
| "See You Again"                                         | 2015   | Марк Класфилд                  |
| "Good For Us"                                           | 2015   | Ден Фолгер                     |
| "Real Rich" (Гучи Мејн)                                 | 2017   | Кол Бенет                      |
| "Something New" (Ty Dolla $ign)                         | 2017   | Брајан Барбер                  |

### Као гостојући мизичар
| Назив                                                                            | Година | Режисер(и)                  |
| -------------------------------------------------------------------------------- | ------ | --------------------------- |
| "Oh My" (DJ Drama, Fabolous, Roscoe Dash и Виз Калифа)                           | 2011   | Дерек Пајк                  |
| "Choppa Choppa Down" (Remix) (Френч Монтана, Рик Рос И Виз Калифа)               | 2011   | Мароко Ван                  |
| "Bright Lights Bigger City" (Remix) (Cee Lo Green и Виз Калифа)                  | 2011   | Кај Реган                   |
| "Till I'm Gone" (Tinie Tempah и Виз Калифа)                                      | 2011   | Дори Осковић                |
| "Yoko" (Berner, Крис Браун, Big K.R.I.T. и Виз Калифа)                           | 2011   | Tha Razor, Годфри Табарез   |
| "5 O'Clock" (T-Pain, Lily Allen и Виз Калифа)                                    | 2011   | T-Pain, Ерик Вајт           |
| "Do It Again" (Terrace Martin, Кендрил Ламар и Виз Калифа)                       | 2011   | Фредо Товар, Скот Фелшмен   |
| "I'm On" (Trae, Виз Калифа, Lupe Fiasco, Wale, Big Boi и MDMA)                   | 2012   | Philly Fly Boy              |
| "Payphone" (Maroon 5 и Виз Калифа)                                               | 2012   | Самуел Бајер                |
| "Till I Die" (Крис Браун, Big Sean и Виз Калифа)                                 | 2012   | Крис Браун                  |
| "Celebration" (Гејм, Крис Браун, Tyga, Виз Калифа и Лил Вејн)                    | 2012   | Мет Алонзо                  |
| "Jet Life" (Currensy, Big K.R.I.T. и Виз Калифа)                                 | 2012   | Алекс Назари                |
| "Say I" (E-40, Too Short]] и Виз Калифа)                                         | 2012   | Бен Грифин                  |
| "Everything Is Good" (Juelz Santana, Виз Калифа Bucksy Luciano)                  | 2013   | Propa TV                    |
| "M'fer" (Chevy Woods и Виз Калифа                                                | 2013   | Edge Media                  |
| "NBA" (Joe Budden, Френч Монтана и Виз Калифа)                                   | 2013   | Еиф Ривера                  |
| "Nothin' on Ya" (Гучи Мејн и Виз Калифа)                                         | 2013   | Габријел Харт               |
| "Molly" (Tyga, Виз Калифа Mally Mall и Cedric Gervais)                           | 2013   | Колин Тили                  |
| "Paradise" (Cassie Ventura и Виз Калифа)                                         | 2013   | Алекс Назари                |
| "Beat It" (Sean Kingston, Виз Калифа и Крис Браун)                               | 2013   | Колин Тили                  |
| "Paradise" (Berner и Виз Калифа)                                                 | 2013   | Tha Razor                   |
| "Goin' Up" (Iamsu! и Виз Калифа)                                                 | 2013   | Kreayshawn                  |
| "Ballin'" (Fat Joe, Teyana Taylor и Виз Калифа)                                  | 2013   | Еиф Ривера                  |
| "Flatline" (Masspike Miles и Виз Калифа)                                         | 2013   | J.R. Saint                  |
| "Ain't No Changing Me" (Compton Menace и Виз Калифа)                             | 2013   | Tha Razor                   |
| "Reason to Hate" (DJ Felli Fel, Ne-Yo, Tyga и Виз Калифа)                        | 2013   | Мет Алонсо, Кеј Фери        |
| "Fighter Jet" (Caligula и Виз Калифа)                                            | 2013   | Brazil                      |
| "Drop Bands on It" (Mally Mall, Виз Калифа, Tyga and Fresh)                      | 2013   | Мајк Ху                     |
| "Dimes" (Vali и Виз Калифа)                                                      | 2013   | Пол Кој Ален                |
| "23" (Mike Will Made It, Miley Cyrus Juicy J и Виз Калифа)                       | 2013   | Хана Лукс Дејвис            |
| "Gettin' After That Money" (Boaz и Виз Калифа)                                   | 2013   | Мет Михан                   |
| "Think About It" (Naughty Boy, Виз Калифа и Ella Eyre)                           | 2013   | Ленс Дрејк                  |
| "More Champagne" (DJ Whoo Kid, ASAP Ferg, Виз Калифа и Problem)                  | 2013   | Dan the Man                 |
| "Feelin' Myself" (will.i.am, Френч Монтана, Miley Cyrus, Виз Калифа, DJ Mustard) | 2013   | Мајкл Јурковић, Паша Сапиро |
| "Talkin' Bout" (Juicy J, Крис Браун и Виз Калифа)                                | 2014   | Бени Бум                    |
| "Bigroom Blitz" ([Scooter и Виз Калифа)                                          | 2014   | Paul Gerwien                |
| "Hello, Hello" (ZTAO и Виз Калифа)                                               | 2016   | Итан Ладер                  |